# کسار (لاکان)
کسار یک روستا در ایران است که در دهستان لاکان شهرستان رشت واقع شده‌است.

## جمعیت
این روستا در بخش مرکزی شهرستان رشت قرار دارد و براساس سرشماری مرکز آمار ایران در سال ۱۳۸۵، جمعیت آن ۵۶ نفر (۱۱ خانوار) بوده‌است.